# Jason Kouchak
Jason Mariano Kouchak, född 1969 i Lyon, är en fransk pianist, kompositör, sångare, låtskrivare och filantrop.

## Biografi
Jason Kouchak gick i skola på Westminster School och studerade klassiskt piano på Royal College of Music och Edinburghs universitet.
Kouchak har spelat in fem album. Två av dem har bandats i Abbey Road Studios. Han har medverkat i brittisk TV (BBC) och japansk TV (NHK), där han framfört sina egna kompositioner. Han har turnerat globalt som klassisk pianist. 
Kouchak har uppträtt på Royal Festival Hall (London), Salle Playel (Paris), Mariinskijteatern (Sankt Petersburg) och Edinburgh International festival. 
Jason Kouchak uppträdde på Galle Literary festival år 2012 med Tom Stoppard och samma år framförde han en pianokonsert vid öppningen av London Chess Classic.
1990 var han gästartist på Prinsessan Margaretas 60-födelsedagsfirande, och han var även klassisk pianist på Zeffirellis filmpremiär av "Hamlet" samma år. 
Jason Kouchak framförde sin tolkning av "Sakura" för kejsar Akihito på Victoria and Albert Museum i London år 1998. Han framförde samma tolkning vid ett tillfälle som arrangerades till minnet av offren i jordbävningen i Kobe år 1995. Detta verk inspelades också på Julian Lloyd Webbers album Cello Moods och olympiaskridskoåkaren Yuka Sato framförde det år 1999. 
Åren 2011 och 2013 framförde Kouchak den ryska sången "Mörk Natt".

## Välgörenhet
Bland Jason Kouchaks donationer återfinns två jättestora schackspel för barn i Holland Park, London (donerade tillsammans med Stuart Conquest år 2010) och i The Meadows park i Edinburgh (donerades år 2013) och John Tenniels schackspel Alice i underlandet. Han tonsatte också signaturmelodin ”Moving Forward” till den officiella schackföreningen CSC.
Jason Kouchak grundande också en barnkör i Tsubasa år 2011 som medverkade vid öppningen av Matsurifestivalen. Han uppförde Jupiter från Gustav Holsts "Planeterna" vid drottningens 60-åriga regeringsjubileum år 2012 på Trafalgar Square i London. 
År 2016 visades hans schack- och balettverk på British Museum och i New York då man ville fira kvinnors roll som drottningar i schack.

## Diskografi
- Space between Notes (2017)
- Comme d'Habitude (2011)[1]
- Midnight Classics (2008)
- Forever(2001)
- Watercolours (1999)
- Première Impression (1997)
- Cello Moods (Sakura)